# Антисемитска лига
 Тази статия е за немската антисемитска лига.  За френската антисемитска лига вижте Антисемитска лига (Франция).  
Антисемитската лига е антисемитска организация в Германската империя. Тя използва в името си понятието антисемитизъм, използвано за пръв път месеци по-рано от журналиста Вилхелм Мар.
Антисемитската лига е основана на 26 септември 1879 г. в Берлин, като сред учредителите ѝ изпъкват лутеранският свещеник Адолф Щьокер и философът Карл Ойген Дюринг. Лигата се обявява срещу еврейската еманципация, настоява чуждестранните евреи да бъдат експулсирани, а немските евреи да бъдат махнати от заеманите от тях държавни постове.
Лигата продължава съществуването си до края на 1880 г. В края на 80-те години във Франция е създадена подобна организация - Френска антисемитска лига.